# 3区 (ホーチミン市)
3区（さんく、ベトナム語：Quận 3 / 郡𠀧）はホーチミン市の区の1つ。

## 地理
グエン・チ・ミンカイ通りを挟んで市の中心エリアである1区と接しており、開発が進むエリアである。1区、フーニャン区、10区、タンビン区と接している。

## 交通
- ベトナム鉄道サイゴン駅

## 公共機関・商業施設
- 日本国総領事館、タイ王国総領事館、中華人民共和国総領事館など、アジア諸国の領事館が多く所在する。
- サコム銀行本店

## 観光
- 戦争証跡博物館
- シャロイパゴダ (Xa Loi Pagoda)

## 行政区画
3区は第1坊から第14坊までの14の坊（Phường）を管轄している。